# CODATA
CODATA (ang. Committee on Data for Science and Technology), Komitet Danych dla Nauki i Techniki – międzynarodowa organizacja z siedzibą w Paryżu, założona w 1966 roku jako część ICSU (Międzynarodowej Rady Stowarzyszeń Naukowych).
CODATA zajmuje się wszystkimi typami danych ilościowych, uzyskiwanych w wyniku eksperymentalnych pomiarów i obserwacji w naukach fizycznych, chemicznych, biologicznych, geologicznych i astronomicznych. Szczególną uwagę zwraca się przy tym na problem zarządzania danymi, wspólnymi dla różnych dyscyplin, a także na dane wykorzystywane w innych dziedzinach niż te, w których były one generowane. Podstawowym celem działań podejmowanych przez CODATA jest doskonalenie jakości danych i dostępności do nich. CODATA zajmuje się także metodami, przy pomocy których dane są pozyskiwane, zarządzane i analizowane. Do zadań CODATA należy oprócz tego ułatwianie współpracy międzynarodowej pomiędzy instytucjami gromadzącymi dane, organizującymi ich udostępnianie i bezpośrednio korzystającymi z danych, oraz wspieranie rosnącej świadomości w środowiskach naukowym i technicznym na temat wagi i znaczenia tych działań.
W pracach CODATA uczestniczą 22 przedstawicielstwa narodowe oraz reprezentacje 18 unii naukowych. CODATA działa poprzez Grupy Zadaniowe (Task Groups) i Grupy Robocze (Working Groups), 2 Stałe Komisje oraz (aktualnie) jedną Grupę Specjalną. Działalność organizacji wspiera finansowo szereg największych narodowych ośrodków i firm przemysłowych. Co dwa lata odbywają się Zgromadzenia Ogólne CODATA (dokonujące wyboru zarządu), zazwyczaj łączone z Międzynarodowymi Konferencjami, na których są prezentowane i dyskutowane najnowsze osiągnięcia w zakresie gromadzenia i przetwarzania danych.
Polska uczestniczy w CODATA od momentu jego powstania, a Polacy odgrywają w nim znaczące role: dwukrotnie polscy naukowcy byli wiceprezydentami CODATA (prof. Tomasz Plebański, prof. Andrzej Bylicki).